# Bojowy pies z Kordoby
Bojowy pies z Kordoby – wymarła rasa psów bojowych, pochodząca z Argentyny. Temperament rasy określało się jako bardzo zaciekły i agresywny, silny, energiczny i nieustępliwy (wysoka wytrzymałość). 
Samiec często zabijał samicę podczas krycia.

## Historia
Rasa pochodzi z prowincji Córdoba w Argentynie, skąd wzięła swoją nazwę. Powstała w XIX wieku ze skrzyżownia alano español, mastifa, bulteriera buldoga i boksera. Hodowcy chcieli uzyskać psa myśliwskiego, jednak krzyżując psy, nie zwracali uwagi na genetykę i temperament przyszłej rasy. Okazało się, że stworzyli psa niestabilnego psychicznie i genetycznie. Wynikiem tego był ich agresywny charakter. Psy zamiast polować w grupie walczyły ze sobą, przez co właściciele musieli zabierać na polowania pojedynczego osobnika. Brały udział w  krwawych walkach psów, gdzie wielu przedstawicieli tej rasy zginęło. 
W latach 20. XX wieku Antonio Nores Martinez użył tej rasy do stworzenia doga argentyńskiego. Bojowy pies z Kordoby został jego protoplastą i dodał wspomnianej rasie krwi. Został skrzyżowany z pointerem, bokserem, dogiem niemieckim, bulterierem, buldogiem, wilczarzem irlandzkim, pirenejskim psem górskim oraz mastifem hiszpańskim.
Rasa wymarła w wyniku nieodpowiedniej hodowli, śmierci wielu przedstawicieli w walkach psów oraz niezrównoważonego temperamentu.

## Wygląd
Pies przypomina z wyglądu dzisiejszego doga. Był psem harmonijnie zbudowanym. Nogi były długie i muskularne. Tułów był długi, szczupły oraz umięśniony. Szyja psa była gruba. Głowa szeroka, a kufa średniej długości z mocnymi szczękami. Uszy były często przycinane. Ogon natomiast długi, gruby u podstawy i zwężający się do końca. Sierść była krótka. Umaszczenie było przeważnie białe, z ciemnymi plamami na ciele i głowie. Widziano jednak osobniki o płowym, żółtym i czerwonym umaszczeniu.

## Charakter
Cechowała je pewność siebie. Psy były bardzo agresywne i zaciekłe. Jak wiele psów bojowych były także silne, energiczne i nieustępliwe. Zawsze gotowe do walki na śmierć i odporne na ból. Były agresywne wobec innych psów, dla których stanowiły śmiertelne zagrożenie. Ich charakter sprawiał, że były niebezpieczne także dla ludzi oraz otoczenia.